# Carolina (Puerto Rico)
Carolina és un municipi de Puerto Rico localitzat la costa nord-est de l'illa, també conegut amb el nom de tierra de los gigantes. Limita amb l'oceà Atlàntic i amb Loíza pel Nord, amb Gurabo i Juncs pel Sud, amb Trujillo Alto i San Juan per l'Oest i amb el municipi de Canóvanas per l'Est. Forma part de l'Àrea metropolitana de Sant Juan-Caguas-Guaynabo.
El municipi està dividit en 11 barris: Barrazas, Cacao, Cangrejo Arriba, Canovanillas, Carolina Pueblo, Carruzos, Marín González, Sabana Abajo, San Antón, Santa Cruz i Trujillo Bajo.